# Ustad Isa

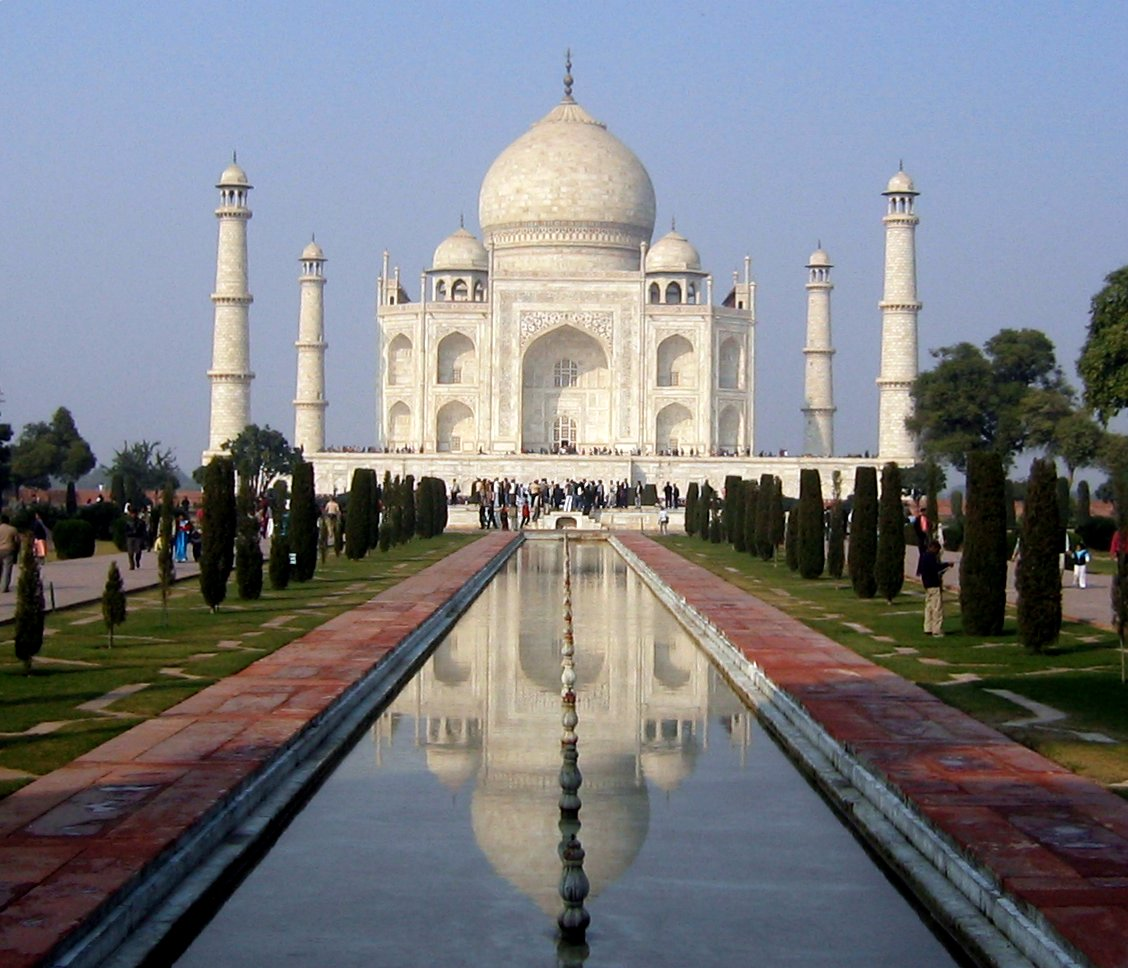
Taj Mahal anses ha varit Ustad Isas viktigaste projekt.

Ustad Isa (persiska: استاد عيسى Mäster Isa (Jesus på persiska)) var en persisk arkitekt som antas varit en av de assisterande arkitekterna av Taj Mahal, med Ahmad Ustad som huvudarkitekt. Bygget av Taj Mahal beordrades byggas av Shah Jahan som en begravningsplats åt honom själv och hans hustru Arjumand Banu Begum, vanligtvis kallad vid sitt smeknamn Mumtaz Mahal. Ustad Isa var från Shiraz i nuvarande Iran (Persien).

## Eftermäle
Nedslagskratern Ustad Isa på planeten Merkurius är uppkallad efter honom.